# إنسان سنجة
إنسان سنجة الأول (بالإنجليزية: Singa Skull)‏ هو انسان عاش في العصر الحجري  البلستوسيني، قبل أكثر من 160000 سنة في منطقة سنجة وسط السودان وتزامن مع إنسان النياندرتال وإنسان بكين، ويوجد الهيكل حالياً في المتحف البريطاني. 
وتفيد الحفريات أن إنسان سنجة عاش في الفترة المطيرة Pluvial التي تعاصر نفس الفترة التي شهدت هطول أمطار غزيرة شملت شرق أفريقيا حيث كانت الحياة تعتمد أساساً على الصيد في مجموعات.
ويعتبر هيكل إنسان سنجة الأول واحد من أحدث وأقدم الهياكل البشرية التي تم اكتشافها في العالم، بل كانت أقدمها تاريخاً حتى عام 1983 عندما تم اكتشاف آثار آدمية قديمة لشخصين في جنوب أفريقيا أوسترالوبيثيكوس الأفريقي عاشا قبل 180000 سنة 
ففي سنة 1924، إبان الحكم الثنائي للسودان، فوجيء حاكم مقاطعة شمال الفونج بمدينة سنجة المستر بوند بوجود قبر قديم قرب منزله علي شاطئ النيل الأزرق. وعند فحصه عثر علي بقايا إنسان متحجرة.، تم نقلها إلى لندن ودلت الدراسة التي اجريت على الهيكل الذي عرف فيما بعد بهيكل إنسان سنجة الأول.